# Herman Smith-Johannsen
Herman "Jackrabbit" Smith-Johannsen, CM (15 de junho de 1875 – 5 de janeiro de 1987) foi um supercentenário norueguês-canadense que ganhou reconhecimento generalizado por ser uma das primeiras pessoas a apresentar o esporte de esqui cross-country do Canadá e da América do Norte. Ele é reconhecido por certos grupos dentro da comunidade de esqui cross-country no Canadá por muitas contribuições que ele fez para o esporte e para sua longevidade pessoal, vivendo até 111 anos.

## Biografia
Johannsen nasceu em Horten e graduou-se com um diploma de engenharia da Universidade Humboldt de Berlim em 1899. Ele emigrou para os Estados Unidos como um vendedor de máquinas de madeira em poucas horas depois. Johannsen morou em Nova Iorque, em Pelham, e em seguida, imigrou para Montreal, Canadá com sua família em 1928 e finalmente na província predominante de língua francesa de Quebec. Johannsen aprendeu francês e introduziu ainda o esqui na área.
Enquanto estava viajando para o Canadá para vender máquinas para o Grand Trunk Railway do Canadá  em 1902, Johannsen ficou amigo dos Cree das Primeiras Nações na região selvagem acima de North Bay, Ontário. O apelido de "Jackrabbit" foi dado a ele pelos Cree, que ficaram impressionados com a velocidade nos esquis em comparação com as raquetes que estavam usando na época.

## Vida pessoal
Johannsen casou-se com Alice Robinson (1882-1963) em 1907 e se instalou permanentemente em Quebec, no Canadá, durante a Grande Depressão. Eles tiveram 3 filhos: Alice (1911-1992), Robert "Bob" (1915-2001) e Peggy (1918-2014). Em 22 de dezembro de 1972, Johannsen foi nomeado membro da Ordem do Canadá para fomentar e desenvolver o esqui como recreação e ajudar e encorajar gerações de esquiadores no Canadá.
Em 1968, recebeu um doutorado honorário da Universidade Sir George Williams, que mais tarde se tornou a Universidade Concórdia.

## Morte
Embora não reconhecido na época, Johannsen tornou-se o homem vivo mais do mundo em 14 de dezembro de 1986, após a morte de Joe Thomas. Ele também é o homem mais velho da história da Noruega.
Jackrabbit morreu de pneumonia em 5 de janeiro de 1987 aos 111 anos e 204 dias em um hospital perto de Tønsberg, na Noruega. Ele é enterrado pela igreja de St. Sauveur em St. Sauveur, no Canadá, ao lado de sua esposa.